# Homero Sepúlveda Armengol
Homero Sepúlveda Armengol  (Ciudad de México, 8 de febrero de 1945- París, 2 de marzo de 1986) fue un escritor mexicano. Entre su obra se encuentra La Caja Idiota, novela que le dio el reconocimiento de algunos críticos europeos y que trata de un hombre que se enamora perdidamente de su televisor, al grado de luchar por obtener las posibilidades jurídicas para casarse con él, argumentando que posee condición humana. 
Fue asesinado en París después de que trató de golpear a un niño que derramó su cerveza en un restaurante. 

## Vida y obra
Sepúlveda Armengol nació en la Ciudad de México en el seno de una familia acomodada. Hijo de un abogado refugiado de la Guerra Civil Española y una maestra argentina radicada en México. 
Desde joven sintió clara afición por las letras y el arte en general, inclinando su gusto mayormente hacia el surrealismo y el romanticismo. Su vida académica fue turbulenta por las múltiples expulsiones a las que se vio sometido. Quiso ingresar a Universidad Nacional Autónoma de México, sin embargo la muerte de su padre agravó su situación económica y se vio obligado a trabajar como recepcionista de un hotel ubicado en San Ángel. 
Su primera publicación, un cuento corto llamado La loca férrea, fue en un periódico de repartición popular, a la edad de veinte años. Dos años después consigue publicar su primera novela, El tabaco llanto, donde empieza a dejar ver la que sería su constante interrogación sobre los límites del concepto de humanidad. 
Sus próximas tres obras, Camisa a cuadros, El agua maldita y Serpientes genitales, tratan su visión de lo que denomina el extraño desarrollo de la  psyché individual en las grandes urbes que, a su parecer, tiene como factor común una extrema misantropía. 
Las siguientes tres, La silla blanca, La Caja Idiota y Ojos sabor a cloaca, ahondan en el pesimismo que cuestiona las barreras entre el hombre y otros objetos; y la capacidad de estos últimos para poseer las propiedades del primero. Todo ello inspirado en su divorcio causado por el enamoramiento de su esposa con mujer de la tercera edad.
Siempre de carácter intempestivo, decide irse a vivir a París para entrar en contacto con la vanguardia del arte plástico y la literatura de los europeos orientales refugiados en esa ciudad. Es ahí donde la crítica de los nuevos profesores literatos hacia La Caja Idiota señala a Sepúlveda Armengol como uno de los escritores más innovadores y brillantes de los artistas underground. 
Muere asesinado en un restaurante. Al ver su cerveza derramada sobre la fotografía de su entonces exesposa, arremete contra el autor del incidente, un niño francés. El padre del atacado, al ver a su hijo en peligro, lo defiende hasta dejar inconsciente al escritor. Minutos después, muere de serias lesiones cerebrales. 
La obra de Sepúlveda Armengol, junto a la de autores de la Generación Beat, sirve como inspiración para escritores de la hoy llamada Ola Cyberpunk.

## Obra
- La loca férrea, cuento (1965)
- Pájaros payasos cuento (1966)
- El cigarro de mi tía, poesía (1966)
- El tabaco llanto, novela (1967)
- Camisa a cuadros, novela (1968)
- El agua maldita, novela (1968)
- Serpientes genitales, novela (1969)
- La silla blanca, novela (1971)
- La caja idiota, novela (1973)
- Ojos sabor a Cloca, novela (1982)

- Datos: Q5901337